# Siničane
Siničane (makedonsky: Синичане, albánsky: Siniçan) je vesnice v Severní Makedonii. Nachází se v opštině Bogovinje v Položském regionu.

## Geografie
Vesnice se nachází v oblasti Položská kotlina, 12 km jižně od města Tetovo. Je téměř sloučena s vesnicí Kamenjane na severu a s městem Bogovinje na jihu. Leží v nadmořské výšce 650 metrů a její rozloha činí 2,6 km2.

## Historie
Obec je poprvé zmíněna v osmanských spisech z let 1467 a 1468. V té době v ní žilo podle záznamů 52 křesťanských rodin a dva svobodní lidé.
Podle sčítání lidu Vasila Kančova z roku 1900 žilo ve vesnici 220 obyvatel, všichni albánské národnosti.

## Demografie
Podle sčítání lidu z roku 2002 zde žije 1472 obyvatel albánské národnosti.
| Rok          | 1900 | 1929 | 1948 | 1953 | 1961 | 1971 | 1981  | 1994 | 2002  |
| ------------ | ---- | ---- | ---- | ---- | ---- | ---- | ----- | ---- | ----- |
| Obyvatelstvo | 220  | 395  | 605  | 700  | 750  | 861  | 1 093 | 928  | 1 472 |